# 아팔루사 (2008년 영화)
《아팔루사》(영어: Appaloosa)는 미국에서 제작된 에드 해리스 감독의 2008년 서부 영화이다. 에드 해리스가 연출하고 로버트 놋과 공동 각본을 썼다. 해리스, 비고 모텐슨, 러네이 젤위거, 제러미 아이언스 등이 출연하였고, 진저 슬레지 등이 제작에 참여하였다.

## 출연진
- 에드 해리스
- 비고 모텐슨
- 러네이 젤위거
- 제러미 아이언스
- 랜스 헨릭슨
- 티머시 스폴
- 아리아드나 힐
- 제임스 개먼
- 톰 바워
- 렉스 린
- 티머시 V. 머피

## 기타 제작진
- 협력 제작: 캐스린 히모프, 재니스 윌리엄스, 캔디 트러부코
- 배역: 니콜 아벌레라, 진 매카시
- 미술: 발데마르 칼리노프스키
- 세트: 린다 서턴돌
- 의상: 데이비드 로빈슨